# Luan Harusha
Luan Halit Harusha (ur. 13 kwietnia 1971 w Szkodrze) – albański przedsiębiorca i samorządowiec, burmistrz gminy Rrethinat, deputowany do Zgromadzenia Albanii z ramienia Socjalistycznej Partii Albanii.

## Życiorys
Mieszkał we Włoszech, gdzie prowadził własną działalność gospodarczą. Po powrocie do Albanii został dyrektorem przedsiębiorstwa Aluizni w Szkodrze.
Zaangażował się w politykę; został wybrany na burmistrza gminy Rrethinat, w 2017 roku uzyskał mandat do Zgromadzenia Albanii z ramienia Socjalistycznej Partii Albanii.